# Kimitsu (Chiba)
Kimitsu (君津市 Kimitsu-shi?) es una ciudad localizada en Chiba, Japón.
A partir de 2008, la ciudad tiene una población de 89.042 y una densidad de 279 personas por km². La superficie total es de 318,83 km².
La ciudad fue fundada el 1 de septiembre de 1971.

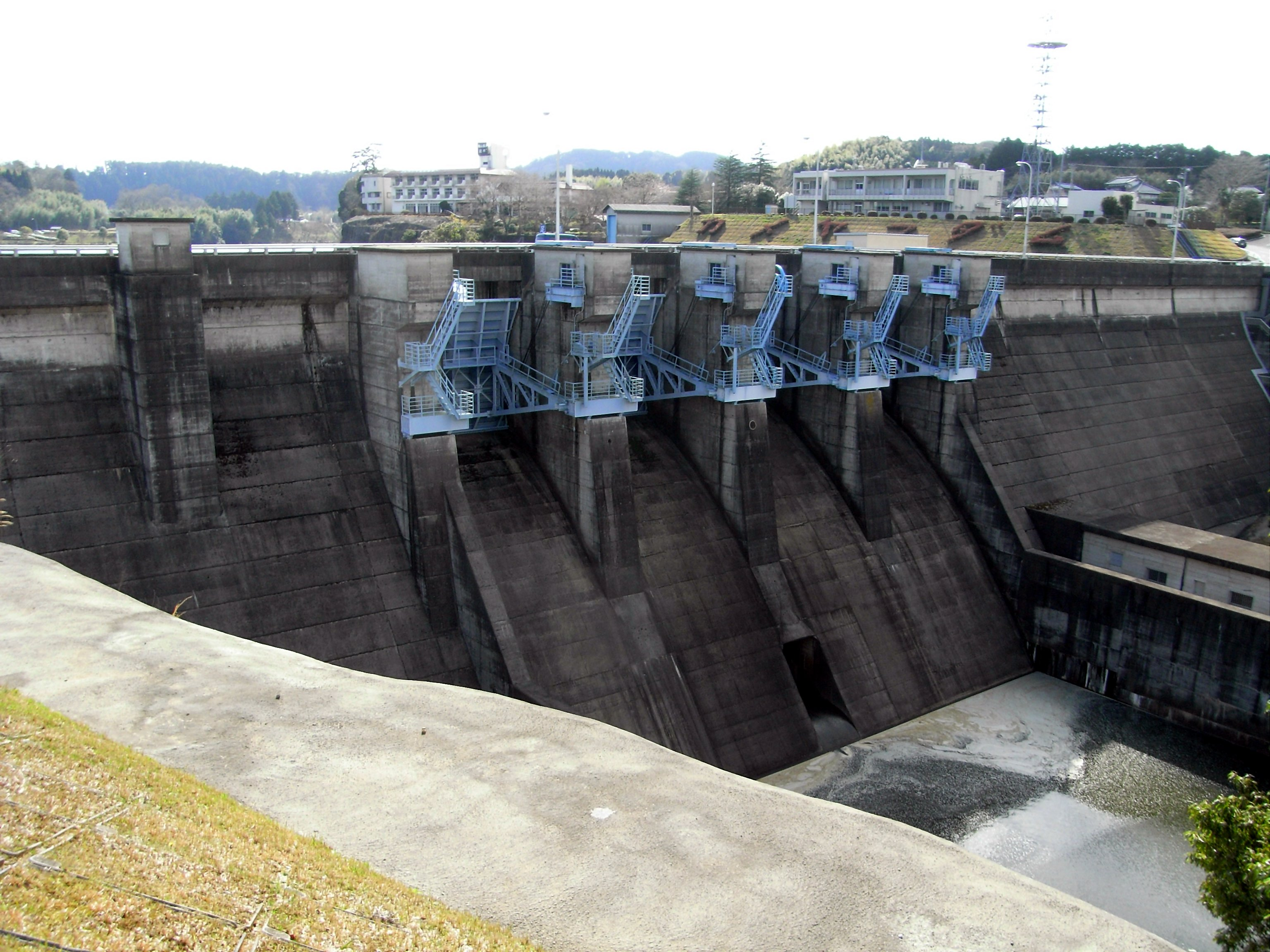
Presa Kameyama (Río Obitsugawa, Prefectura de Chiba, Japón).